# Ryōta Yamagata
Ryōta Yamagata (山縣 亮太, Yamagata Ryōta, né le 10 juin 1992 à Hiroshima) est un athlète japonais, spécialiste des épreuves de sprint.

## Biographie
Lors des championnats du monde cadets de 2009, à Bressanone, en Italie, Ryōta Yamagata se classe quatrième de l'épreuve du 100 mètres et troisième de celle du relais « medley ». Il porte son record personnel à 10 s 30 en 2010 à Hiroshima, puis à 10 s 23 l'année suivante à Yamaguchi.
Il participe aux Jeux olympiques de 2012, à Londres, où il établit un nouveau record personnel dès les séries en 10 s 07 (+ 1,3 m/s). Il se classe ensuite sixième de sa demi-finale dans le temps de 10 s 10, et termine par ailleurs cinquième de la finale du relais 4 × 100 mètres.
En juillet 2013, lors des Universiades de Kazan en Russie, Ryōta Yamagata remporte deux médailles d'argent : sur 100 m où il s'incline devant le Sud-Africain Anaso Jobodwana, et au titre du relais 4 × 100 mètres avec ses coéquipiers japonais.
Le 5 juin 2016, il court le 100 m en 10 s 06 à Tottori ce qui lui donne la sélection pour les Jeux olympiques de Rio, où il remporte la médaille d’argent lors du relais 4 x 100 m.
Le 24 septembre, il atteint la limite des 10 s 00, avec un vent presque nul, à Osaka. Le 26 août 2018, aux Jeux asiatiques de Jakarta, il remporte la médaille de bronze du 100 m et égale son record personnel en 10 s 00 (+ 0,8 m/s), derrière Su Bingtian (9 s 92) et Tosin Ogunode (10 s 00 également). En fin de compétition, il gagne le titre du relais 4 x 100 m avec ses coéquipiers en 38 s 16, devant l'Indonésie (38 s 77) et la Chine (38 s 89).
En septembre 2018, il court en 10 s 01 avec vent nul à Osaka.
Bien que qualifié pour la finale du 100 m lors des Championnats d’Asie 2019 à Doha, en 10 s 18, il ne prend pas part à cette course.
En 2021, il bat le record du Japon du 100 m en 9 s 95.

## Palmarès
| Date | Compétition                  | Lieu           | Résultat | Épreuve       | Temps   |
| ---- | ---------------------------- | -------------- | -------- | ------------- | ------- |
| 2009 | Championnats du monde cadets | Bressanone     | 4e       | 100 m         |         |
| 2009 | Championnats du monde cadets | Bressanone     | 3e       | Relais medley |         |
| 2012 | Jeux olympiques              | Londres        | 4e       | 4 × 100 m     | 38 s 35 |
| 2013 | Universiade                  | Kazan          | 2e       | 100 m         | 10 s 21 |
| 2013 | Universiade                  | Kazan          | 2e       | 4 × 100 m     | 39 s 12 |
| 2014 | Jeux asiatiques              | Incheon        | 2e       | 4 × 100 m     | 38 s 49 |
| 2016 | Jeux olympiques              | Rio de Janeiro | 2e       | 4 × 100 m     | 37 s 60 |
| 2018 | Jeux asiatiques              | Jakarta        | 3e       | 100 m         | 10 s 00 |
| 2018 | Jeux asiatiques              | Jakarta        | 1er      | 4 x 100 m     | 38 s 16 |
| 2019 | Championnats d'Asie          | Doha           | finale   | 100 m         | DNS     |

## Records
| Épreuve | Temps   | Lieu     | Date        |
| ------- | ------- | -------- | ----------- |
| 100 m   | 9 s 95  | Tottori  | 6 juin 2021 |
| 200 m   | 20 s 41 | Yokohama | 26 mai 2013 |